# 岡山県高梁市立宇治高等学校
岡山県高梁市立宇治高等学校（おかやまけんたかはししりつうじこうとうがっこう）は、岡山県高梁市宇治町宇治にある高梁市立高等学校。高梁市の吹屋ふるさと村に近い自然環境に恵まれたところにある。
昼間部の定時制課程普通科の高等学校である。時間割は全日制の高校とほとんど同じで、3年間で卒業することが可能である。学校設定教科が設けられており、「ソーシャルスキル講座」（社会に出るために必要な知識を身につける）、「キャリアスキル講座」（社会に出るために必要な技術を身につける）がある。

## 沿革
1948年、岡山県立成羽高等学校宇治分校として設立され、農業科、家庭科を設置した。その後、1954年に高梁市立岡山県宇治高等学校として独立し、1980年 岡山県高梁市立宇治高等学校に改称した。1965年、それまでの2学科を廃止し、普通科を設けた。現在、昼間の定時制高校として、「ゆっくり　じっくり　自分のペースで何度でも」をスローガンとして、きめ細かいサポートのある学校生活を通じて生徒の力を伸ばしている。

### 年表
- 1948年4月1日 - 岡山県立成羽高等学校宇治分校として発足し、農業科、家庭科を置く
- 1948年5月1日 - 開校式
- 1952年12月4日 - 岡山県川上郡成羽町外12ｹ町村高等学校組合立岡山県成羽高等学校宇治分校となる
- 1954年
  - 5月1日 - 高梁市立岡山県成羽高等学校宇治分校となる
  - 7月23日 - 製茶工場完成
  - 11月1日 - 高梁市立岡山県宇治高等学校として独立
- 1965年4月1日 - 農業科・家庭科の生徒募集を中止し、普通科として発足
- 1976年9月3日 - 製茶工場の諸施設撤去
- 1980年4月1日 - 岡山県高梁市立宇治高等学校と校名変更
- 1990年4月1日 - 1990年度入学生から修業年限3年以上に変更
- 2022年4月1日 - 隣接する宇治小学校地へ移転

## 基礎データ
- 所在地
  - 岡山県高梁市宇治町宇治1686 (2022年3月31日まで)
  - 岡山県高梁市宇治町宇治1681-2 (2022年4月1日から)
- アクセス
  - JR伯備線
    - 備中高梁駅より備北バスで約50分
    - 備中川面駅より備北バスで約20分

## 学校行事
- 4月 - 始業式、入学式、宇治地域ボランティア
- 5月 - 生徒総会、ESDプロジェクト、中間考査、校外学習(1，2年）、修学旅行（3年）
- 6月 - 球技大会、運動会
- 7月 - 期末考査、生活体験発表会、インターンシップ、終業式、就職・進学補習（3年）
- 8月 - 就職・進学補習（３年）
- 9月 - 始業式、「宇治学園・町民」大運動会、テーマ学習
- 10月 - 生活体験発表会（県大会）、中間考査、文化祭、音楽鑑賞
- 11月 - 避難訓練、ESDプロジェクト
- 12月 - 期末考査、終業式、生徒会認証式、ESDプロジェクト、宇治地域ふれあいデー
- 1月 - 始業式、宇治地域研究活動、卒業考査
- 2月 - 宇治地域研究活動、3年生を送る会、ジョブミーティング、期末考査
- 3月 - 卒業式、終業式、入学予定者登校日

## 部活動
- 運動部
  - 陸上競技部
  - 卓球部
  - バドミントン部
- 文化部
  - 文化部